# Arrondissements de l'Ariège

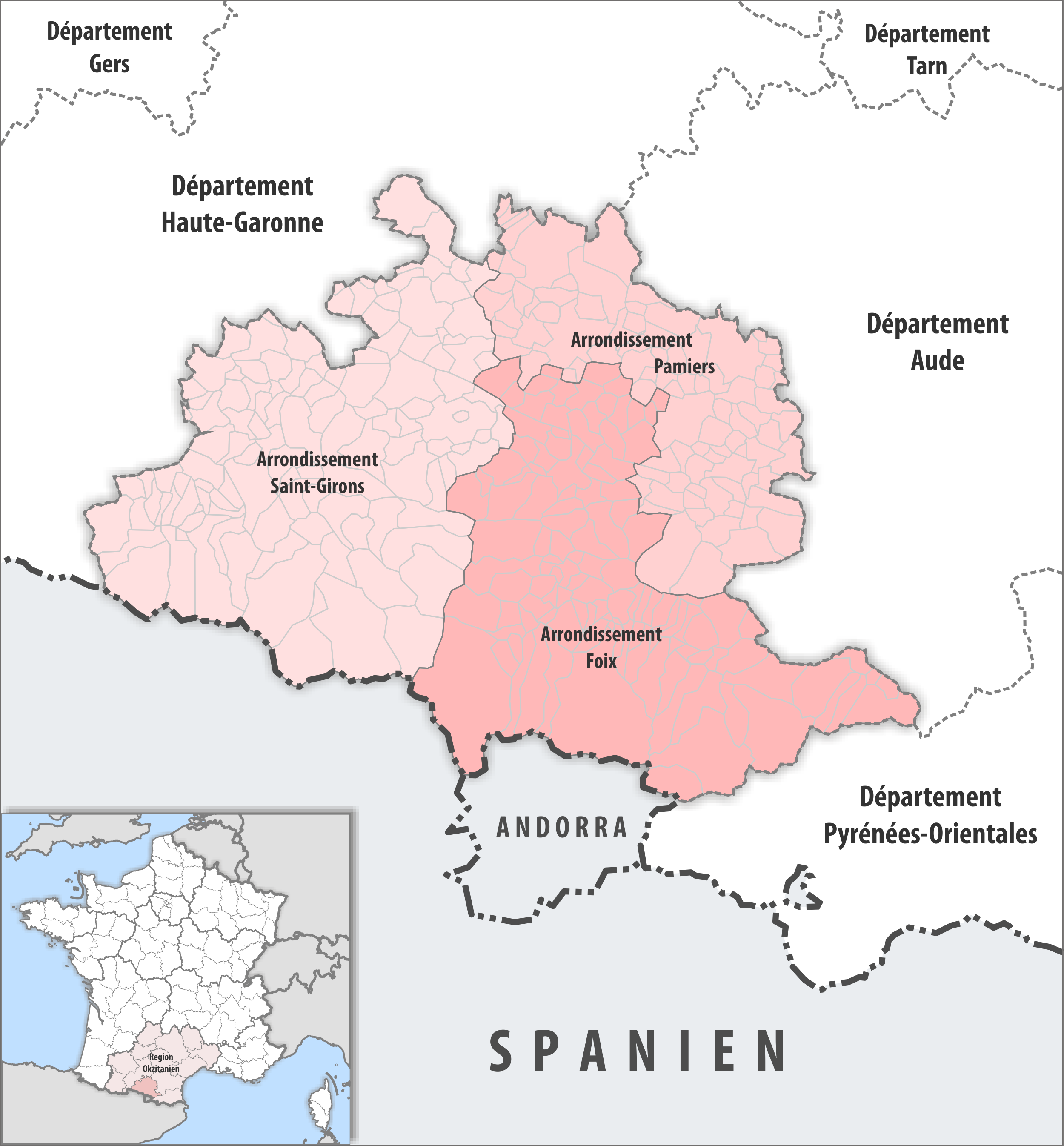
Les trois arrondissements de l'Ariège en 2017.

Le département français de l'Ariège est subdivisé en trois arrondissements :

## Composition
| Nom                            | Code Insee | Superficie (km2) | Population (dernière pop. légale) | Densité (hab./km2) | Modifier             |
| ------------------------------ | ---------- | ---------------- | --------------------------------- | ------------------ | -------------------- |
| Arrondissement de Foix         | 091        | 1 818,50         | 48 272 (2022)                     | 27                 | modifier les données |
| Arrondissement de Pamiers      | 092        | 1 052,20         | 66 000 (2022)                     | 63                 | modifier les données |
| Arrondissement de Saint-Girons | 093        | 2 019,30         | 41 067 (2022)                     | 20                 | modifier les données |
| Ariège                         | 09         | 4 890,00         | 155 339 (2022)                    | 32                 | modifier les données |

## Histoire
- 1790 : création du département avec trois districts : Mirepoix, Saint-Girons, Tarascon
- 1800 : création des arrondissements : Foix, Pamiers, Saint-Girons
- 1926 : suppression de l'arrondissement de Pamiers
- 1942 : restauration de l'arrondissement de Pamiers
- 1er janvier 2017 : redécoupage des arrondissements de l'Ariège en application de l'arrêté préfectoral du 29 décembre 2016[1]